# Alfred Teinitzer
Alfred „Nitzerl“ Teinitzer (* 29. Juli 1929 in Wien; † 20. April 2021 in Linz) war ein österreichischer Fußballspieler.

## Karriere
Teinitzer gehörte im Alter von 20 Jahren dem SK Rapid Wien als Stürmer an. In seiner Premierensaison und der der gesamtösterreichischen Staatsliga bestritt er zunächst drei Punktspiele. Sein Debüt gab er am 4. September 1949 (2. Spieltag) bei der 2:3-Niederlage im Auswärtsspiel gegen den Liganeuling SK Vorwärts Steyr über 90 Minuten. Am Saisonende belegte er mit seiner Mannschaft den zweiten Platz mit zwei Punkten Abstand auf den ersten gesamtösterreichischen Meister FK Austria Wien. In der Folgesaison gewann er seinen ersten Titel; mit fünf Toren in fünf Punktspielen hatte er Anteil daran. Mit zwei Toren in drei Punktspielen trug er in seiner letzten Saison zur Titelverteidigung bei.
In der Winterpause der Saison 1951/52 wechselte er von Wien nach Linz zum dort ansässigen Linzer ASK. Für den Verein kam er in der Rückrunde vom 1. März bis zum 15. Juni 1952 in 13 Punktspielen zum Einsatz, in denen er drei Tore erzielte. Von der Saison 1952/53 bis zum ersten Spieltag der Saison 1963/1964 bestritt er weitere 140 Erstligaspiele, in denen er 23 Tore erzielte; von 1955 bis 1958 war er mit seinem Verein in der Staatsliga B vertreten. Mit dem Verein erreichte er am 19. Juni 1963 das Finale um den nationalen Vereinspokal. Die Begegnung mit dem FK Austria Wien endete mit der 0:1-Niederlage im Praterstadion.
Sein letzter Verein war ebenfalls in Linz ansässig; für den SV Stickstoff Linz (1973–2017 SV Chemie Linz) war er in der Saison 1964/65 in der nunmehr zweitklassigen Regionalliga Mitte vertreten.

## Sonstiges
Obwohl Teinitzer zuvor und danach kein einziges Länderspiel für sich verzeichnen konnte, gehörte er dennoch zum 22 Spieler umfassenden Kader für die Weltmeisterschaft 1954 in der Schweiz; er war zugleich auch der einzige Spieler, der nicht einem der Wiener Vereine (10 × SK Rapid, je viermal SC Wacker und FK Austria sowie zweimal First Vienna und einmal Wiener Sport-Club) angehörte.

## Erfolge
Nationalmannschaft
- Dritter Weltmeisterschaft 1954 (ohne Turniereinsatz)

SK Rapid Wien
- Zentropacup-Sieger 1951
- Österreichischer Meister 1951, 1952

Linzer ASK
- Meister Staatsliga B 1958 und Aufstieg in die Staatsliga A
- Finalist ÖFB-Cup 1963